# 欲界天
欲界天（梵语：kāma-dhātu-deva），又名六欲天、欲地天（巴利语：kāma-bhūmi-deva），佛家语，为三界之欲界中的天界（Deva），一般认为有六重天，故称六欲天。

## 概論
欲界之所謂「欲」，是指五境——色、聲、香、味、觸，和合下產生的五種樂、慾——財、色（色欲）、名、食、睡，其中以性慾為最。
“欲界”是六道所居，欲界众生皆有欲心；從須彌山底越往上，欲心越淡，施淫之法亦從重到輕，有交、抱、握、笑、视五法，即所謂人間及地居天人的情愛之事為「交媾」，往上天界則分別是擁抱、握手、相視而笑、暫相視看即可完成。

## 分類
欲界位於三界底层，為地獄、餓鬼、畜生、人、阿修羅、天人雜居之地。其中的天人仍擁有欲樂，和色界、無色界的天人不同。
佛教一般認為欲界有六重天，謂之六欲天：
- 地居天，謂住在須彌山上。
  - 四王天，位於須彌山的山腰上，為天道和有大福報的餓鬼道眾生雜居之地。有東方持國天王、南方增長天王、西方廣目天王、北方多聞天王，共四尊天王，故而得名。
  - 忉利天，義譯三十三天，因以天王帝釋為中央，四方各有八天城，共三十三天城，故而得名。

- 空居天，謂住在須彌山之上的虛空中。
  - 夜摩天，義譯善時分，彼天中時時唱快哉，故而得名。
  - 兜率天，義譯喜足天，於五欲之樂生喜足之心，故而得名。此天分內外兩院，內院為一生補處菩薩淨土，現為彌勒菩薩待下生成佛之居所。
  - 樂變化天，於五欲之境自樂變化，故而得名。
  - 他化自在天，於五欲之境使他自在變化，故而得名。為欲界天之頂，居住在此的天眾不須自己行樂，而愛下天遊戲變化，以他人之樂事而為自在，故曰「他化自在天」。

有經典也提到，四天王天之下還有坚手天（于手天、器手天）、持花鬘天（鬘持天、鬘莊嚴天、持华天）、常放逸天（恒憍天、常骄天，Gaṇgā）、日月星宿天（游虚空天、游空天）；也说属于四天王天，爲其外围天。爲夜叉多福鬼、仙人等所居，受四大天王的统辖。

### 魔羅天
《翻譯名義集》記載：「第六天上，別有摩羅所居天，他化自在天攝。」以此為依據的説法聲稱欲界天之頂層為第七天魔羅天，統掌者為魔王波旬，是其中一位最有名的魔羅（Māra；即「魔」字的來源），為佛教神話中的天魔，由於懼怕世間修行人斷絕欲念，因此時常率領天眾阻礙佛弟子修行。
在佛教典籍中，悉達多太子在修行過程中曾經多次拒絕魔羅的誘惑。

## 行淫
- 四天王天：男女形交，同於世人，而不洩精。
- 忉利天：男女形交，同於世人，而不洩精。
- 夜摩天：相抱為慾；互執兩手成淫。喜相抱持，或但執手而為完全。
- 兜率天：執手為慾；彼此憶念成淫。意嬉笑語，即為完全，不待相抱。
- 樂變化天：共笑為慾；熟視而笑成淫。共相瞻視，即為完全，不待笑語。
- 他化自在天：相視為慾；相視共語成淫。但聞語聲或聞香氣，即為完全，不待瞻視。

## 身量與壽命
- 四王天：身量為1/4俱盧舍（约1公里），以人間50歲為一晝夜，定壽500歲。
- 忉利天：身量為1/2俱盧舍，以人間100歲為一晝夜，定壽1000歲。
- 夜摩天：身量為3/4俱盧舍，以人間200歲為一晝夜，定壽2000歲。
- 兜率天：身量為1俱盧舍，以人間400歲為一晝夜，定壽4000歲。
- 樂變化天：身量為1又1/4俱盧舍，以人間800歲為一晝夜，定壽8000歲。
- 他化自在天：身量為1又1/2俱盧舍，以人間1600歲為一晝夜，定壽16000歲。